# Асим ибн Абу Наджуд
Абу Бакр ‘Асим ибн Абу ан-Наджуд аль-Асади, известный как ‘А́сим ибн Абу́ ан-Наджу́д  (араб. عاصم بن أبي النجود‎; ?, Эль-Куфа — 745, там же) — пятый среди семи известных богословов и чтецов Корана, носящих имя «кираати-саб`а». Его метод чтения Корана переданный Хафсом аль-Куфи самый распространенный и популярный способ чтения Священного Писания в мусульманском мире.

## Биография
Хотя он долгое время жил в Куфе, по договору он был связан с племенем бану Асад ибн Хузайма. Будучи совсем юным начал брать урок чтения Корана у именитого Абу Абдуррахмана ас-Сулами (ум. 693), который был одним из главных чтецов Корана и на протяжении 40 лет обучал в чтению Священного Писания в Куфе. Вторым учителем Асима был Зир ибн Хубейш, который в свое время обучался чтению у ‘Абдуллаха ибн Мас‘уда.
‘Асим ибн Абу Наджуд обладал глубокими познаниями так же в области фикха, хадисоведения и языкознания. Обладал красивым голосом и буквально завораживал всех своим чтением. Среди его учеников были Хафс ибн Сулейман, Шу`ба ибн Айяш, Абан ибн Талиб, Абан ибн Язид аль-Аттар, Исмаиль ибн Муджахид, Хасан ибн Салих, Хаммад ибн Зайд, Хаммад ибн Абу Зияд, Хаммад ибн Амр, Сулейман ибн Михран аль-А`маш, Халиль ибн Ахмад, Харун ибн Муса и другие известные богословы. Его ученик Абу ‘Амр ибн Аль-‘Аля также входит в число «кираати-саб`а». Метод чтения Корана Абу Амра фактически читается только в некоторых областях Судана.
Несмотря на то, что он жил в Куфе, его чтение не было популярно там. Большинства чтецов Куфы читала Коран по списку Ибн Масуда. После кодификации Корана, ситуация изменилась и чтение Асима стало нормой для мусульманского мира. Из семи основных методов кираата только два метода распространились в мусульманском мире: чтение Нафи в большей части Африки (кроме Египта) и чтение Асима в остальном мусульманском мире.
Будучи слабовидящим, пользовался помощью поводыря. Умер в 745 году в Куфе. По свидетельству одного из учеников, даже находясь при смерти, Асим ибн Абу Наджуд, читал коранические аяты, всё также правильно и чётко выговаривая каждую букву, и соблюдая все правила кираата.